# May Sarton
Pour les articles homonymes, voir Sarton (homonymie).
May Sarton, née Eleanore Marie Sarton le 3 mai 1912 à Wondelgem et morte le 16 juillet 1995 à York dans le Maine, est une poétesse et romancière américaine d'origine belge.

## Biographie

### Enfance
May Sarton naît Eleanore Marie Sarton le 3 mai 1912 dans le nord de la Belgique, à Wondelgem (Gand),. Sa mère est une artiste d'origine anglaise, Mabel Elwes et son père, historien belge des sciences né à Gand, George Sarton.
À la suite du déclenchement de la Première Guerre mondiale et à l'occupation allemande de la Belgique, sa famille s'expatrie en Angleterre puis aux États-Unis, et s'installe définitivement à Cambridge, dans le Massachusetts, en 1916.

### Carrière
May Sarton publie sa première œuvre dans le magazine Poetry en 1929, puis se consacre entièrement à l'écriture au milieu des années 1930. Elle écrit des poèmes, des pièces de théâtre, des romans (entre quinze et vingt), des livres pour enfants ou, encore, des essais sur des thèmes tels que le conflit entre le corps et l'esprit, le lesbianisme, ou encore la vieillesse et la mort. Un de ses romans les plus connus est sans doute Mrs. Stevens Hears the Mermaids Singing publié en 1965, où elle évoque une écrivaine lesbienne au mitan de sa vie. Elle écrit aussi des récits autobiographiques et mémoires sous forme de journaux qui lui assurent un lectorat fidèle.
De retour en Belgique, May Sarton devient amie et apprentie de la poétesse Marie Closset, membre du cercle littéraire libertaire Peacocks. Elle s'en inspire dans son premier roman, The Single Hound, et l'évoque dans ses mémoires A World of Light: Portraits and Celebrations qui traite notamment d'homosexualité féminine. Elles tiennent une correspondance sur plusieurs décennies.
May Sarton meurt le 16 juillet 1995, à 83 ans, à York dans le Maine.

## Prix et décorations
- Membre de l'Académie américaine des arts et des sciences
- 1954 : Bourse Guggenheim
- 1985 : American Book Awards

## Œuvres

### Livres
- Encounter in April
- Inner Landscape
- The Lion and the Rose
- The Land of Silence
- In Time Like Air
- Cloud, Stone, Sun, Vine
- A Private Mythology
- As Does New Hampshire
- A Grain of Mustard Seed
- A Durable Fire
- Collected Poems, 1930-1973
- Selected Poems of May Sarton (edited by Serena Sue Hilsinger and Lois Brynes)
- Halfway to Silence
- Letters from Maine

### Romans
- The Single Hound
- The Bridge of Years (basé sur la vie de Céline Dangotte)
- Shadow of a Man
- A Shower of Summer Days
- Faithful are the Wounds
- The Birth of a Grandfather
- The Fur Person
- The Small Room
- Joanna and Ulysses
- Mrs. Stevens Hears the Mermaids Singing
- Miss Pickthorn and Mr. Hare
- The Poet and the Donkey
- Kinds of Love
- As We Are Now
- Crucial Conversations
- A Reckoning
- Anger
- The Magnificent Spinster
- The Education of Harriet Hatfield

### Écrits personnels: journaux, mémoires
- I Knew a Phoenix: Sketches for an Autobiography
- Plant Dreaming deep
- Journal of a Solitude
- A World of Light
- The House by the Sea
- Recovering: A Journal
- At Seventy: A Journal
- Writings on Writings
- After the Stroke
- May Sarton - A Self-Portrait
- Encore: A Journal of the Eightieth Year

### Livres jeunesses
- Punch's Secret
- A Walk Through the Woods